# Sanahúja

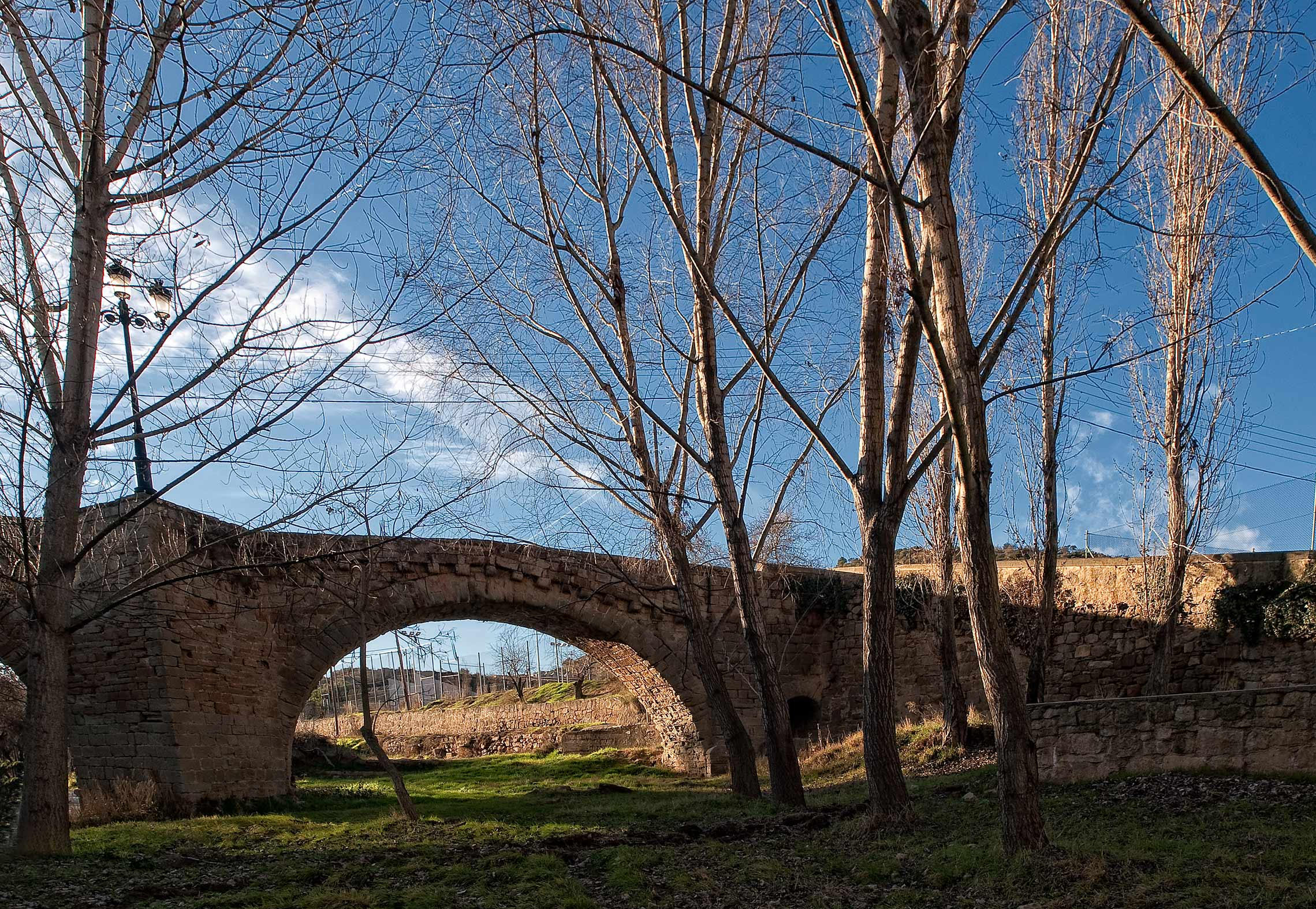
Puente medieval

Sanahúja (oficialmente y  en catalán Sanaüja) es un municipio español de la provincia de Lérida, situado en la extremidad norte de la comarca de la Segarra, junto al río Llobregós. El núcleo urbano se halla al pie de una colina en cuya cima se alzan los restos del castillo de Sanahuja.

## Historia
Font de ferro (fuente de hierro): fuente que debe su nombre al sabor del agua que allí brota. Solo se puede acceder andando y el camino es especialmente bonito porque bordea los huertos de los habitantes de Sanahuja.
Camí dels molinets: caminito muy estrecho que solo se puede recorrer andando y que bordea el río llamado "Ribera".
La placeta: plaza pequeña del pueblo, donde se sitúa el consultorio médico y la farmacia.

## Geografía humana

### Demografía
Cuenta con una población de 379 habitantes (INE 2024).
| Gráfica de evolución demográfica de Sanahúja entre 1842 y 2021 |
| |
| Población de derecho según los censos de población del INE Población de hecho según los censos de población del INEEn estos censos se denominaba Sanahuja: 1842, 1857, 1860, 1877, 1887, 1897, 1900, 1910, 1920, 1930, 1940, 1950, 1960, 1970 y 1981 |

| 1900 | 1930 | 1950 | 1970 | 1981 | 1986 |
| ---- | ---- | ---- | ---- | ---- | ---- |
| 1006 | 1004 | 823  | 573  | 511  | 475  |

## Personajes célebres
- Joan Margarit i Consarnau, poeta, arquitecto y catedrático de la Universidad de Barcelona.
- Francisco Andrevi, músico y compositor.